# Alain de Boüard
Alain de Boüard de Laforest, conosciuto semplicemente come Alain de Boüard (Coutras, 21 luglio 1882 – Fontenay-sous-Bois, 19 febbraio 1955), è stato un archivista, paleografo, storico, diplomatista e poeta francese.

## Biografia
Dopo aver ottenuto la laurea all'Università di Rennes, Alain de Boüard entrò nel 1904 all'École nationale des chartes, dove ottenne nel 1909 il diploma di archivistica e paleografia con una tesi sugli atti notarili a Châtelet. Fu poi membro della École française di Roma dal 1909 al 1913.

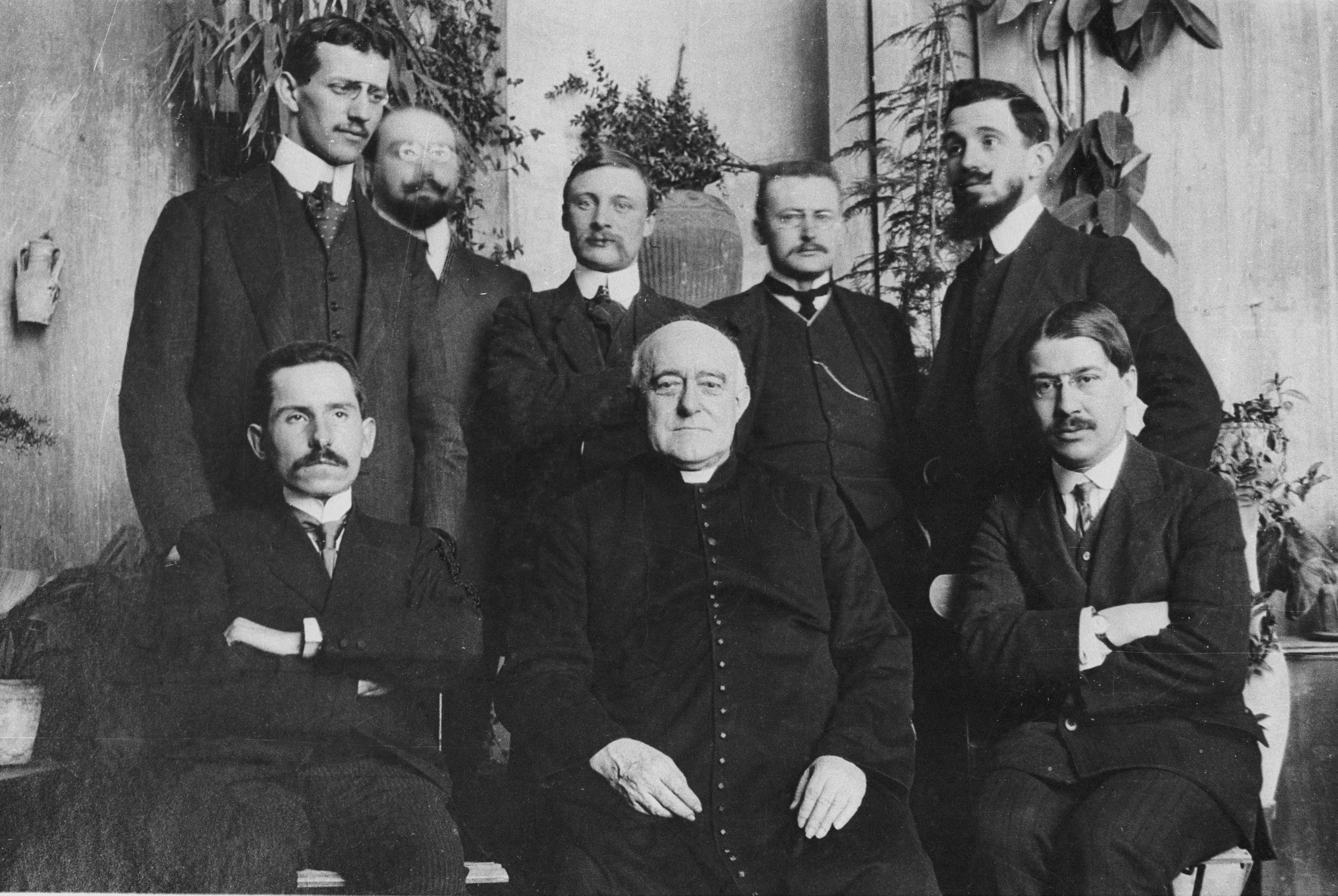
Louis Duchesne e i suoi allievi allÉcole Française de Rome in occasione della promozione dell'anno accademico 1911-1912. Alain de Bouärd è la persona in seconda fila, la seconda a partire da destra.

Volontario durante la prima guerra mondiale, combatté sul fronte orientale nel 1915 prima, e poi nella Champagne. Alla fine della guerra, fu nominato agli Archives nationales, succedendo poi a Georges Digard all'Institut catholique de Paris dove insegnò le scienze ausiliarie della storia. Nel 1920, sostenne la sua tesi sul regime politico e le istituzioni della Roma medievale.
Il 23 ottobre 1923, de Boüard succedette ad Élie Berger alla cattedra di paleografia dell'École des chartes e curò la pubblicazione del Manuel de paléographie di Maurice Prou nel 1924, formando così generazioni di studenti fino al suo ritiro avvenuto nel 1953. Fu presidente della Société de l'École des chartes nell'anno accademico 1952-1953. Fu l'autore, inoltre, del Manuel de diplomatique française et pontificale, che gli valse il Premio Gobert nel 1949.

## Curiosità e attività poetica
Alain de Boüard fu padre dello storico e archeologo Michel de Boüard (1909-1989) e un caro amico del poeta francese di origini cubane José-Maria de Hérédia (1842-1905), al quale dovette apparentemente la sua decisione di entrare nell'École des chartes e che gli fu presentato dal padre, combattente a Mentana contro i garibaldini per la difesa dello Stato pontificio di Pio IX. Fu sotto l'influenza di Hérédia che Alain de Boüards si avvicinò alla poesia, pubblicando una raccolta nel 1911, le Rimes latine.

## Opere
- Alain de Boüard, Table analytique du Tableau de Paris,, Paris, Mercier, 1908.
- Le régime politique et les institutions de Rome au Moyen Âge 1252-1347, E. de Boccard éditeur, Paris, 1920
- Diplôme de Philippe Auguste instituant deux chapellenies pour l'âme de Geffroy, comte de Bretagne, librairie ancienne Édouard Champion, éditeur, Paris, 1925
- Actes et Lettres de Charles I, roi de Sicile, concernant la France (1257-1284). Extraits des 'Registres angevins de Naples, École française de Rome, E. de Boccard éditeur, Paris, 1926
- Manuel de diplomatique française et pontificale, tome 1, Diplomatique générale, A. Picard éditeur, Paris, 1929